# Kaalpurush (film, 2005)
Pour plus de détails, voir Fiche technique et Distribution.
Kalpurush est un film indien réalisé par Buddhadev Dasgupta, sorti en 2005.

## Synopsis
Un homme est pris dans un mariage dysfonctionnel et doit composer avec le souvenir de son père, un homme puissant dont il s'est éloigné.

## Fiche technique
- Titre : Kalpurush
- Réalisation : Buddhadev Dasgupta
- Scénario : Buddhadev Dasgupta d'après son roman
- Musique : Biswadep Dasgupta
- Photographie : Sudeep Chatterjee
- Montage : Sanjib Datta
- Production : Jhamu Sughand
- Société de production : Jhamu Sughand Productions
- Pays :  Inde
- Genre : Drame
- Durée : 120 minutes
- Dates de sortie : 
  -  Inde : 24 juillet 2005 (New Delhi Festival of Asian Cinema)

## Distribution
- Mithun Chakraborty : le père
- Rahul Bose : le fils
- Sameera Reddy : Supriya
- Sudiptaa Chakraborty : Abha
- Laboni Sarkar
- Biswajit Chakraborty : le patron
- Sagnik Chowdhury : Shantanu
- Subhasish Mukherjee : le présentateur télé

## Distinctions
Le film a reçu le National Film Award du meilleur long métrage du meilleur film.